# 蘭社群
蘭社群（布農語：Takipulan，鄒語：Takupuyanʉ）清代稱為大龜佛社、大居佛社或大圭佛社，是布農族第六支社群。蘭社群布農族被鄒族同化而消失。
在三百五十年以前，「達谷布亞努」族的人口數比整個鄒族還多，對當時的鄒族造成很大的威脅，所以兩族時常發生衝突。

## 社群概況
蘭社群被鄒族稱作「達谷布亞努族」，自稱Takopulan（塔科布蘭）人，居住於阿里山附近，與鄒族的Saviki社為鄰，現時完全被鄒族同化，高雄那瑪夏還有遺族，但是已被當地的布農族郡社群所同化，語言已消盡。

## 滅亡概況

### 詛咒傳說
據浦忠成的著作《消失的達谷布亞努社》中陸美喜女士所述，原住民自古以來最忌諱族人自相殘殺，達谷布亞努族的人卻發生二大部落互相戰爭造成很多人死亡，這件事使達谷布亞努族受到詛咒，達谷布亞努族也因此走向滅亡。

### 達谷布亞努溪傳說
從前達谷布亞努族的人很多，分成二大部落，一個在新美尼雅後薩（Niahosa），一個在茶山第二鄰附近，後來二社的頭目之間因為妻子外遇的問題發動二社族人在達谷布亞努溪決鬥，那一次戰爭在溪邊死了很多達谷布亞努人，所以稱為「達谷布亞努溪」。

#### 自殺傳說
傳說達谷布亞努族的人口越來越少，最後的一群人在達谷布亞努溪集體自殺，「達谷布亞努」族宣告滅亡，因此後來稱為「達谷布亞努溪」。

### 水神傳說
相傳當時有個非常漂亮的水神，喜歡一個達谷布亞努族的男子，因此常常化為女人形體與那名男子約會，但達谷布亞努族裡卻有另一個男子也為化身為女子的水神美貌所吸引，而愛上了她，可是偏偏水神眼中只有原先那位達谷布亞努族的男子，對他卻無動於衷，但那男子因愛成痴，一天夜裡竟暗自跟蹤水神來到大河(今曾文溪)的一處深潭，也就是水神的住處。
當他看見水神所化身的這名女子竟往水裡面走去，他才發現這女子根本不是人類，於是由妒生恨的他，竟回去向水神所喜歡的那名男子揭穿水神的身份，還在第二天夜裡發動整個部落的人攻擊水神，雖然水神後來仍安然逃回深潭之中。但從此之後，水神便展開一聯串的報復，只要是達谷布亞努族人經過任何一條溪流或小山溝，都會莫名其妙地被暴漲的洪水沖到下游，又沖回大河的深潭，所以那水神所居住的深潭則被取名為「鬼潭」，久而久之達谷布亞努族的人口越來越少直到滅亡。

### 山豬傳說
傳說有一頭山豬因喜歡一名達谷布亞努的女孩子，而會變成人形與她親近，但這件事被女孩子的哥哥知道後，他便埋伏在房門後，趁山豬進門變成人形之前，用長茅將山豬刺死，也因此激怒了山裡的山豬。
為了復仇，於是牠們聚集攻向達谷布亞努社，達谷布亞努族人因山豬來襲便集中在他們的會所上與山豬對抗，他們刺死了很多的山豬，但山豬實在太多，最後山豬衝進會所，達谷布亞努人抵擋不住，全被山豬刺死在會所上。